# Llistrofus
Llistrofus is een geslacht van uitgestorven Microsauria uit het Vroeg-Perm binnen de familie Hapsidopareiidae dat bekend is uit Oklahoma.

## Ontdekking
Llistrofus werd in 1978 beschreven door de Canadese paleontologen Robert Carroll en Pamela Gaskill. de typesoort is Llistrofus pricei. De geslachtsnaam is een anagram van Fort Sill, de historische naam van de Richards Spur-vindplaats waaruit materiaal van Llistrofus werd verzameld. De soortaanduiding pricei eert de Braziliaanse paleontoloog Llewellyn Ivor Price. 
Het holotype van dit taxon, FM-PR 948, een skelet met schedel, bevindt zich momenteel in het Field Museum of Natural History. De schedel van het holotype is in 2009 opnieuw beschreven door Bolt & Rieppel. Nieuw materiaal van Richards Spur werd beschreven door Gee et alii (2019). Dit omvat de specimina OMNH 79031, een skelet met schedel, en OMNH 73718, een schedel met onderkaken.

## Beschrijving
Llistrofus is een kleine soort, minder dan tien centimeter lang.
Llistrofus wordt gemakkelijk geïdentificeerd door de aanwezigheid van een grote inham in de slaap, een kenmerk dat wordt gedeeld met Hapsidopareion lepton en dat de Hapsidopareiidae verenigt. Carroll & Gaskill (1978) onderscheidden Llistrofus van Hapsidopareion door vier kenmerken:
- postorbitaal contact met het tabulare
- postpariëtaal contact met het squamosum
- frontalia die bijdragen aan de rand van de oogkas
- aanwezigheid van een quadratojugale.

Bolt & Rieppel (2009) herzagen de diagnose na aanvullende preparering van de schedel van het holotype en noemen drie kenmerken (waarvan er slechts één wordt gedeeld met de vorige studie):
- schedellengte ongeveer twee keer die van Hapsidopareion
- frontalia die bijdragen aan de oogkas
- cultriform uitsteeksel van de parasphenoïde staat af van de basisplaat door een smalle basis

Gee et alii (2019) hebben de diagnose verder herzien op basis van aanvullend materiaal van Richards Spur en elf kenmerken opgesomd:
- frontalia die bijdragen aan de oogkas
- prefrontale dat het neusgat raakt
- premaxilla die bijdraagt aan de ventrale neusrand
- het postfrontale is uitgesloten van de inham van de slaap
- postorbitaal contact met het tabulare
- tandjes op het ploegschaarbeen
- tanden op de palatine kleiner dan de marginale tanden
- afwezigheid van een pterygoïde-premaxilla contact
- een spleniale dat bijdraagt aan de symphysis
- aanwezigheid van een foramen Meckeliane
- aanwezigheid van een retro-articulair uitsteeksel op de onderkaak

## Fylogenie
Llistrofus wordt gevonden als het zustertaxon van Hapsidopareion in fylogenetische analyses, indien die een Hapsidopareiidae opleveren.